# The Human Voice
The Human Voice is een Spaanse korte film uit 2020, geschreven en geregisseerd door Pedro Almodóvar, met in de hoofdrol Tilda Swinton. De film is gebaseerd op het toneelstuk La Voix humaine van de Franse toneelschrijver Jean Cocteau en is de eerste Engelstalige film van Almodóvar.
De film ging in première op het Filmfestival van Venetië op 3 september 2020.

## Verhaal
Na een relatie van vijf jaar wordt een vrouw door haar geliefde aan de kant geschoven. 

## Rolverdeling
| Acteur            | Personage                 |
| ----------------- | ------------------------- |
| Tilda Swinton     | Woman                     |
| Agustín Almodóvar | Ironmonger shop assistant |

## Productie
In februari 2020 werd aangekondigd dat Pedro Almodóvar een scenario had geschreven, gebaseerd op het toneelstuk La Voix humaine van de Franse toneelschrijver Jean Cocteau, en dat Tilda Swinton gecast was voor de hoofdrol. De film zou de eerste Engelstalige film van Almodóvar worden. De opnames zouden oorspronkelijk in april 2020 in Madrid beginnen, maar vanwege COVID-19-pandemie kon pas worden begonnen in juli 2020.

## Release
De film ging op 3 september 2020 in première op het Filmfestival van Venetië, waar de film werd vertoond buiten de internationale competitie.

## Ontvangst
Op Rotten Tomatoes geeft 97% van de 60 recensenten de film een positieve recensie, met een gemiddelde score van 8,10/10. De film heeft het label "certified fresh" (gecertificeerd vers).  Website Metacritic komt tot een score van 87/100, gebaseerd op 16 recensies, wat staat voor "universal acclaim" (universele toejuiching). De film heeft het label "must see".
NRC gaf de film vijf uit vijf sterren en schreef: "Almodóvars liefdevol gepolijste én zinderende versie is een van de beste vertolkingen ooit, besef je na afloop. En dat betekent wat, want Cocteaus stuk is eindeloos vaak opgevoerd en verfilmd".
De Volkskrant gaf de film vier uit vijf sterren en schreef: "Dit keer verfilmde Pedro Almodóvar de beroemde wanhopige monoloog-aan-de-telefoon. Maar dan wel op zijn manier: van vrouwelijk slachtofferschap wil de Spaanse regisseur niets weten."